# Gangapura, Malur
Gangapura là một làng thuộc tehsil Malur, huyện Kolar, bang Karnataka, Ấn Độ.